# Euphyia virgata
Euphyia virgata är en fjärilsart som beskrevs av Hawkin 1925. Euphyia virgata ingår i släktet Euphyia och familjen mätare. Inga underarter finns listade i Catalogue of Life.